# Mistrzostwa Europy w biegu 24-godzinnym 2005
13. Mistrzostwa Europy w biegu 24-godzinnym 2005 – zawody lekkoatletyczne, które odbyły się 16 i 17 lipca 2005 w Wörschach, w Austrii

## Medaliści
|                         | 1. miejsce                                                              | Rezultat   | 2. miejsce                                                                 | Rezultat   | 3. miejsce                                                          | Rezultat   |
| Mężczyźni indywidualnie | Anatolii Kruglikov                                                      | 268,065 km | Ewald Eder                                                                 | 263,810 km | Jens Lukas                                                          | 256,368 km |
| Mężczyźni drużynowo     | Rosja 1. Anatolii Kruglikov · 2. Vladimir Bychkov · 3. Vladimir Tivikov | 731,299 km | Włochy 1. Sergio Orsi · 2. Osvaldo Beltramino · 3. Antonio Mammoli         | 725,897 km | Niemcy 1. Jens Lukas · 2. Ralf Steißlinger · 3. Karl Graf           | 711,061 km |
| Kobiety indywidualnie   | Liudmila Kalinina                                                       | 242,228 km | Galina Eremina                                                             | 239,874 km | Irina Koval                                                         | 227,469 km |
| Kobiety drużynowo       | Rosja 1. Liudmila Kalinina · 2. Galina Eremina · 3. Irina Koval         | 709,573 km | Francja 1. Nathalie Eirmin · 2. Martine Bertin Brelinsky · 3. Joelle Semur | 577,841 km | Czechy 1. Michaela Dimitriadu · 2. Martina Juda · 3. Dagmar Hurkova | 552,058 km |

## Reprezentacja Polski

### Mężczyźni
Drużyna mężczyzn zajęła 14. miejsce z wynikiem 505,112 km
| Miejsce | Zawodnik             | Klub                 | Rezultat   |
| 38.     | Waldemar Pędzich     | LKS Kurp Ostrołęka   | 204,722 km |
| 42.     | August Jakubik       | TL Pogoń Ruda Śląska | 196,137 km |
| 83.     | Czesław Macherzyński | KKB Dystans Kraków   | 104,251 km |